# Полуночный фильм

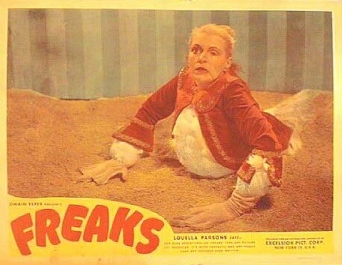
«Уродцы» Тода Браунинга 1932 года можно считать примером малоизвестного на тот момент фильма ужасов, который показывали по ночному телевидению, начиная с 1950-х годов. В 1970-х и начале 1980-х годов он был одним из основных фильмов для полуночного показа в кинотеатрах по всей территории США.

Термин «полуночный фильм» уходит корнями в 1950-е годы, когда местные телевизионные станции по всей территории США транслировали малобюджетные жанровые фильмы в качестве ночных программ, часто с ироничными замечаниями ведущего. Как кинематографический феномен, полуночный показ необычных фильмов начался в начале 1970-х годов в нескольких городских центрах, особенно в Нью-Йорке, с показов фильма «Крот» в театре «Элджин». Показ непопулярных фильмов в полночь был направлен на формирование аудитории культовых картин, поощрение повторного просмотра и социального взаимодействия с тем, что изначально было элементом контркультуры.
Национальный успех «Шоу ужасов Рокки Хоррора» и меняющаяся экономика киноиндустрии изменили природу феномена полуночного кино. По мере того, как в 1980-х годах его связь с более широкими тенденциями культурной и политической оппозиции ослабевала, «полуночное кино» стало более популярным в кэмп-эстетике, что, по сути, приблизило его к похожей телевизионной форме, которая носит такое же название. Сегодня термин «полуночный фильм» часто используется в двух различных, хотя и взаимосвязанных значениях: как синоним фильма категории B, отражающий относительную дешевизну таких фильмов как в кинотеатрах, так и на телевидении, и как синоним «культового фильма».

## История

### На телевидении
В 1953 году Гильдия киноактёров США согласовала план выплат по остаточному принципу, который значительно облегчил распространение фильмов категории B на телевидении. Ряд местных телевизионных станций по всей территории Соединённых Штатов Америки вскоре начали показывать недорогие жанровые фильмы на вечерних трансляциях. Такие трансляции показывались после дневных программ, что значительно освобождало фильмы от цензуры по правилам Федеральной комиссии по связи о непристойном содержании. Весной 1954 года лос-анджелесский телеканал KABC развил концепцию, пригласив необычного ведущего, который представлял фильмы: в течение года субботними вечерами шоу «Вампира» с Майлой Нурми представляла низкобюджетные фильмы. Шоу, которое шло в полночь в течение четырёх недель, затем было перенесено на 11 часов ночи. а позже — в 10:30 вечера, когда в эфир вышли фильмы ужасов, такие как «Дочь летучей мыши дьявола» и «Душитель на болоте», а также такие фильмы в жанре саспенс, как «Убийство по приглашению», «Обвинение в убийстве» и «Извинение за убийство». Такой формат был поддержан телеканалами по всей стране, которые начали показывать полуночные фильмы категории B с такими ведущими, как Джон Закерли и Моргус Великолепный.
Четверть века спустя Кассандра Петерсон воссоздала образ, который был более легкомысленной версией персонажа Вампиры. В роли Эльвиры Петерсон стала самой популярной ведущей телевизионного фильма «Полночь». «Жуткий фильм Эльвиры», вышедший на лос-анджелесском телеканале KHJ-TV в 1981 году, вскоре стал транслироваться по всей стране; Питерсон демонстрировала в основном дешёвые фильмы ужасов, регулярно прерываясь на едкие комментарии. Некоторые местные телеканалы показывали этот фильм в ночное время. Другие показывали его в прайм-тайм по вечерам в выходные. После перерыва на местные новости за ним мог последовать жанровый фильм — в буквальном смысле полуночный, что приводило к таким практически двойным показам, как «Доктор Хекил и мистер Хайп» и «Ночью Эвелин вышла из могилы». В 1989 году телеканал USA Network запустил программу полуночных фильмов — «Не спи всю ночь», в которой демонстрировались в основном фильмы ужасов и эротические фильмы, которые шли до 1998 года. В 1993 году телеканал WKBW-TV в Буффало начал транслировать в ночное время малобюджетные жанровые фильмы, зарубежные художественные фильмы и позже хорошо известные классические фильмы. Позже шоу «Off Beat Cinema» стал транслироваться по всей стране, а с 2013 года — на WBBZ-TV. В 2000-х годах ночные кинопрограммы, ориентированные на фильмы ужасов, исчезли со многих вещательных станций, хотя фильмы категории B, в основном мелодрамы, по-прежнему можно увидеть в пост-прайм-тайм. В 2006 году телеканал Turner Classic Movies начал показывать культовые фильмы в рамках своего нового ночного показа «TCM Underground».

## Наследие
В 1983 году кинокритики Джим Хоберман и Джонатан Розенбаум выпустили книгу о полуночных фильмах под названием «Полуночные фильмы».
В 1988 году на просмотр полуночных фильмов взглянули по-новому, когда на Международном кинофестивале в Торонто появилась секция «Безумие в полночь». С тех пор новые или недавно вышедшие фильмы всё ещё время от времени становится полуночными кинохитами в сети кинотеатров, которые продолжают их показывать. Самыми успешными фильмами поколения 1990-х были австралийская дорожная сага «Приключения Присциллы, королевы пустыни» и «Шоугёлз».